# 陕甘宁边区银行
陕甘宁边区银行是1937年10月1日在中华苏维埃共和国国家银行西北分行的基础上改组成立，资本金10万元，总行设在延安，在绥德、三边、陇东、关中设立分行，下设支行、办事处等分支机构。

## 历史
陕甘宁边区银行最高决策机关为边区政府银行委员会，1943年后改由中央西北财经办事处领导，1943年5月由陕甘宁边区政府财政厅领导。有关业务方针的制定及监督，发行数量的确定与检查，准备金数量的规定，预决算及各种报表的审核，资本之增减，分支行之废立，处以上行员之进退，50万元以上放款与投资，各种存款利率的规定，纯利的处置与分配，重要业务的监督等，均需通过上述两个领导单位。
陕甘宁边区银行发展存款、汇兑业务，发放生产和贸易贷款，先后发行“光华商店代价券”、陕甘宁边区银行币、“陕甘宁边区贸易公司商业流通券”等纸币。
- 光华商店代价券：根据第二次国共合作两党协议，陕甘宁边区不设银行、不印发货币，市面上通用法币。1937年初，中华苏维埃共和国国家银行西北分行决定收回发行的纸币（即苏票），并设立营业部，按照6∶1（即6元苏票兑1元法币）的比价，用商品收回西北分行的纸币，此后法币开始在边区作为本位币流通。但市面流通的多为法币五元、十元券，辅币十分缺乏，从1937年1月到1938年6月的一年半中，仅设在西安的国民政府中央银行分支机构兑出辅币2000元。[2]因此1938年6月以“光华商店代价券”发行的纸币均为法币元之下的辅币。有1938年、1940年两种年份。1938年版共有二分、五分、一角、二角、五角面额5种；1940年版五角、七角五分面额。
- 陕甘宁边区银行币：1940年11月19日国民政府正式停发八路军和新四军军饷（其中每月拨给陕甘宁边区军饷63万元法币，另加上国际援助，边区年收入1000万元法币，基本满足财政支出，内部税收仅占财政收入6%，公粮仅占总产量的1.3%）。1941年初爆发“皖南事变”。“最大的一次困难时在1940年和1941年，国民党的两次反共摩擦，都在这一时期，我们曾经弄到几乎没有衣穿，没有油吃，没有纸，没有菜，战士没有鞋袜，工作人员在冬天没有被盖。”[3]1941年边区征收公粮20万石，占总产量145.58万石的13.8%，财政收入边币1960万元，财政支出2527万元。陕甘宁边区政府于1941年1月30日颁布《关于停止法币行使的布告》，自即日起禁止法币在边区流通，并于1941年2月18日宣布发行边区银行币（简称边币），规定在边区境内只准使用边币。陕甘宁边区银行发行的边币共有1角、2角、5元、10元、50元、100元、200元、500元、1000元、5000元共10种面额，14种券别。并逐渐收回延安光华商店代价券。陕甘宁边区银行还发行过500元、1万元、5万元本票。边区被迫开展“大生产”运动与“精兵简政”运动、“减租减息”运动，1942年粮食产量150万石，1943年粮食总产181.22万石，都实现了自给；1942年财政收入边币34887万元，财政盈余边币10893万元。
- 陕甘宁边区贸易公司商业流通券：1944年5月23日中共中央西北财经办事处作出《关于发行陕甘宁边区贸易公司商业流通券的决议》，1944年7月1日正式发行，至1948年1月停止。流通券1∶20兑换陕甘宁边区银行币。与陕甘宁边区银行票币互相兑换。流通券共有5元、10元、20元、50元、100元、200元、250元、500元、1000元、2000元、5000元11种面额，14种券别。边币、流通券同时流通一年后，于1945年6月确立了流通券的本位币地位，边币逐步退出。

1940年，毛泽东致信彭德怀，提到“根据地工作最差最无秩序最未上轨道的是财政经济工作，许多重要工作都接受了苏维埃时期的教训，独财经工作至今没有接受过去的教训，如不速加注意，必遭破产之祸”，财经金融工作须加以改善。 
1941年皖南事变之后，国民政府停发八路军军饷，并且对陕甘宁边区实行经济封锁。边区不得不于1月28日通过决议，决定发行边币，禁止法币在边区内流通，以边币逐渐换回“光华商店代价券”，使边币成为边区唯一的法定货币。边币面值为一元、五元、十元，与法币的兑换值固定于1:1。但发行的货币，主要用于非生产性财政支出，导致边币贬值、物价飞涨、群情大哗。1941年3月5日朱理治出任边区银行行长。边区银行强调银行贷款的生产性，加大对农业生产、贸易的放款力度，农业贷款更是从无到有。1941年8月，中共中央召开金融讨论会，毛泽东到会并作了总结发言，指出边区的问题，基本不是金融的问题，而是经济与财政的矛盾，解决这个矛盾，只有通过发展生产。由于当时银行主要客户为公营单位，在民众间的银行信用尚未建立，1941年9月，推出第一期有奖储蓄，发放50万储蓄奖券，设立5万元奖金。边区政府主席林伯渠发布《告边区同胞书》，着力宣传储蓄意义，朱德、林伯渠等组成劝购团，并聘请延安市市长李景林、市商会会长白振邦等知名人士为开奖委员会委员，极大推进了民众对储蓄奖券的认购热情。据当年12月29日《解放日报》报道，50万元奖券已基本售完。1941年底，边币与法币的比价稳定在2.5比1。1942年，农业放款采取实物贷款办法（以折实方式发放耕牛、农具镢头、犁、铧等贷款，即按市价将贷款折成实物（粮食或棉花）放出，农民收获后交还等价实物）；工业放款采取订货办法，将来以货还本；商业放款，除小型带救济性质贷款外，也采取订货办法。1942年2月推出第二期有奖储蓄，发放100万储蓄奖券。
1942年9至12月，中共中央西北局高干会议，整顿财经方面提出了“发展经济，保障供给”的财经工作总方针和发展公私经济、支持财政周转、发行调剂货币的银行工作任务；毛泽东亲自组织收集经济和财政方面的历史的和现状的材料，为会议撰写了题为《经济问题与财政问题》的长篇书面报告，由贺龙在12月21日和29日向西北局高干会议传达，强调了农贷的作用并在总结陕甘宁边区农贷经验的基础上提出了发放农贷的七项原则，把增加农贷作为发展边区经济的重大政策提了出来。1941年底，边币与法币的比价稳定在2.05比1。
1943年下半年开始边区政府滥发边币，开始金融波动、物价猛涨，贸易、金融和财政问题日益凸显出来。1943年边区进口647264万元，出口536472万元，入超达110792万元。延安市1940年100斤食盐可以交换棉花30.5斤或布4.1匹，但到1944年同量的食盐却只能交换棉花7.5斤或布1.4匹。1943年，边币发行163064万元，是1942年底累计发行额11845万元的13.77倍，其中三分之二用于财政放款，导致物价上涨23.9倍；边币与法币的比价暴跌至10比1，陇东分区甚至达18比1。造成边币失去信用，一些地方开始拒绝使用边币，重新开始流通法币。1944年1月6日，边区政府宣布放弃坚守1:1的兑换比率，吸收法币，至3月，由于边区政府已建立了足够的法币作为边币的准备金，二者的比率最终确定为1元法币兑换9元边币。 
1944年3月5日，中共中央政治局根据毛泽东提议，任命陈云为中共中央西北局委员、西北财经办事处副主任兼政治部主任，主持陕甘宁边区和晋绥边区的经济工作。1944年3月，中共中央西北局第二次高干会议，中央书记处主管财经工作的任弼时報告《去年财经工作的估计与今年金融、贸易、财政政策基本方针》。3月10日，边区政府任命陈云主持西北财经办事处工作。为扭转财经局面，在陈云的指导下采取了一系列重要的做法，包括加强出口管理、鼓励生产替代进口。5月23日，决定授权陕甘宁边区银行以边区贸易公司名义发行“商业流通券”（“盐票”），规定“流通券”一元兑换边币二十元，再次明令禁止使用法币。边区政府原计划以商业流通券作为过渡货币，但由于边币本身已失去信用，因此反被逐渐挤出市场，自1945年6月1日起，“流通券”正式成为陕甘宁边区的本位货币，边币陆续收回。
1948年1月陕甘宁边区与晋绥边区统一为西北解放区后，陕甘宁边区银行与晋绥西北农民银行合并为西北农民银行，下设河东总分行与河西总分行，其中河西总分行与总行为一个机构。流通券停止印刷逐步收回。券币与西农币按照1比1兑换。
1948年12月按2000元折合人民币一元的比价开始收兑，1950年后退出流通。

## 历任行长
- 曹菊如1937年10月1日至1941年3月；
- 朱理治1941年3月5日任弼时在中央政治局会议上提名并获得通过，至1943年1月15日（西北局高干会议结束的次日）被正式免职；实际到1942年9月就已经被免职，此后至1943年3月辅助黄亚光工作。
- 黄亚光1943年1月至1947年11月。

## 遗迹
- 2006年公布第六批全国重点文物保护单位时，陕甘宁边区银行旧址被归入第一批全国重点文物保护单位——延安革命遗址。